# 欧文·M·费斯
欧文·M·费斯（Owen M. Fiss）是美国著名宪法学者，现为耶鲁法学院教授。
费斯1959年在达特茅斯学院获得学士学位，1961年在牛津大学获得第2个学士学位，1964年在哈佛大学法学院获得法学士学位。1968年费斯到芝加哥大学法学院任教，1976年开始，在耶鲁法学院担任教授。
费斯写了很多具有影响力的著作，其中被翻译为汉语的有《自由的反讽》等书。